# Louis Garzoli
Louis Garzoli, né le 10 juillet 1919 à Chexbres et mort le 2 novembre 2001 à Lausanne, est un coureur cycliste italien, vainqueur de À travers Lausanne en 1944.

## Palmarès
- 1944
  - À travers Lausanne